# 石原舜介
石原 舜介（いしはら しゅんすけ、1924年4月15日 - 1996年4月16日）は、日本の都市計画家、工学博士。

## 生涯
1949年、東京工業大学建築学科卒業。東京都建設局都市計画課に勤務後、東工大助教授を経て同教授。田辺平学の都市防災論に学び、都市経営の視点から都市計画・社会工学研究を発展させた。門下に熊田禎宣、深海隆恒、梶秀樹、中井検裕、石見利勝ら。国民生活審議会委員、国民生活向上対策審議会委員、国土利用計画審議会委員、中央公害対策審議会委員、資源調査会委員、国土利用計画審議会委員、国会等移転調査会委員、土地政策審議会委員、日本都市計画学会会長、日本不動産学会会長、東京理科大学教授、明海大学不動産学部長等を歴任。日本建築学会賞、日本都市計画学会賞受賞。1989年、紫綬褒章受章。1994年、勲三等旭日中綬章受章。1996年、叙正四位。

## 著書
- 都市の経営（共著）、NHK出版部、1972年
- 都市社会システム（編集）/システム工学講座10、日刊工業新聞社、1974年
- 地域施設 商業（共著）/建築計画学2、丸善、1974年
- 都市経営の科学（監修、都市再開発と街づくり）、技報堂出版、1985年